# Estación Famaillá
La Estación Famaillá fue una estación de ferrocarril de Famaillá, Tucumán, Argentina. Formó parte del ramal CC12 del Ferrocarril Belgrano, que unía Lamadrid con la estación Tucumán Noroeste, y del ramal CC13.

## Servicios
La estación fue inaugurada en 1889, junto al ramal CC12 del Ferrocarril Belgrano. Fue clausurada en 1977, sin prestar servicios ferroviarios actualmente. En su lugar se construyeron juegos infantiles, esculturas y un parque y viviendas, permaneciendo solo el edificio de la estación.
Se encontraba precedida por la Estación Acheral, le sigue el apeadero Km. 10 por parte del Ramal CC13, y por la Estación Lules del Ramal CC12.